# Giovanni Checchinato
Giovanni Checchinato (Latina, 20 agosto 1957) è un arcivescovo cattolico italiano, dal 10 dicembre 2022 arcivescovo metropolita di Cosenza-Bisignano.

## Biografia
Giovanni Checchinato nasce il 20 agosto 1957 a Latina, allora facente parte della diocesi di Velletri.

### Formazione e ministero sacerdotale
Consegue il baccalaureato in teologia nel Pontificio Collegio Leoniano di Anagni, di cui poi sarà rettore dal 2005 al 2015.
Il 4 luglio 1981 è ordinato presbitero, incardinandosi nell'allora diocesi di Terracina-Latina.
Consegue la licenza in teologia morale presso l'Accademia alfonsiana di Roma e frequenta il percorso accademico per il conseguimento del dottorato presso la Pontificia Università Gregoriana. Nel 1995 partecipa al corso di perfezionamento in bioetica diretto dal professor Giovanni Berlinguer presso l'Università degli Studi di Roma "La Sapienza". Nel 2008 consegue il master di 2º livello in counselling socio educativo presso l'Università Pontificia Salesiana.

### Ministero episcopale

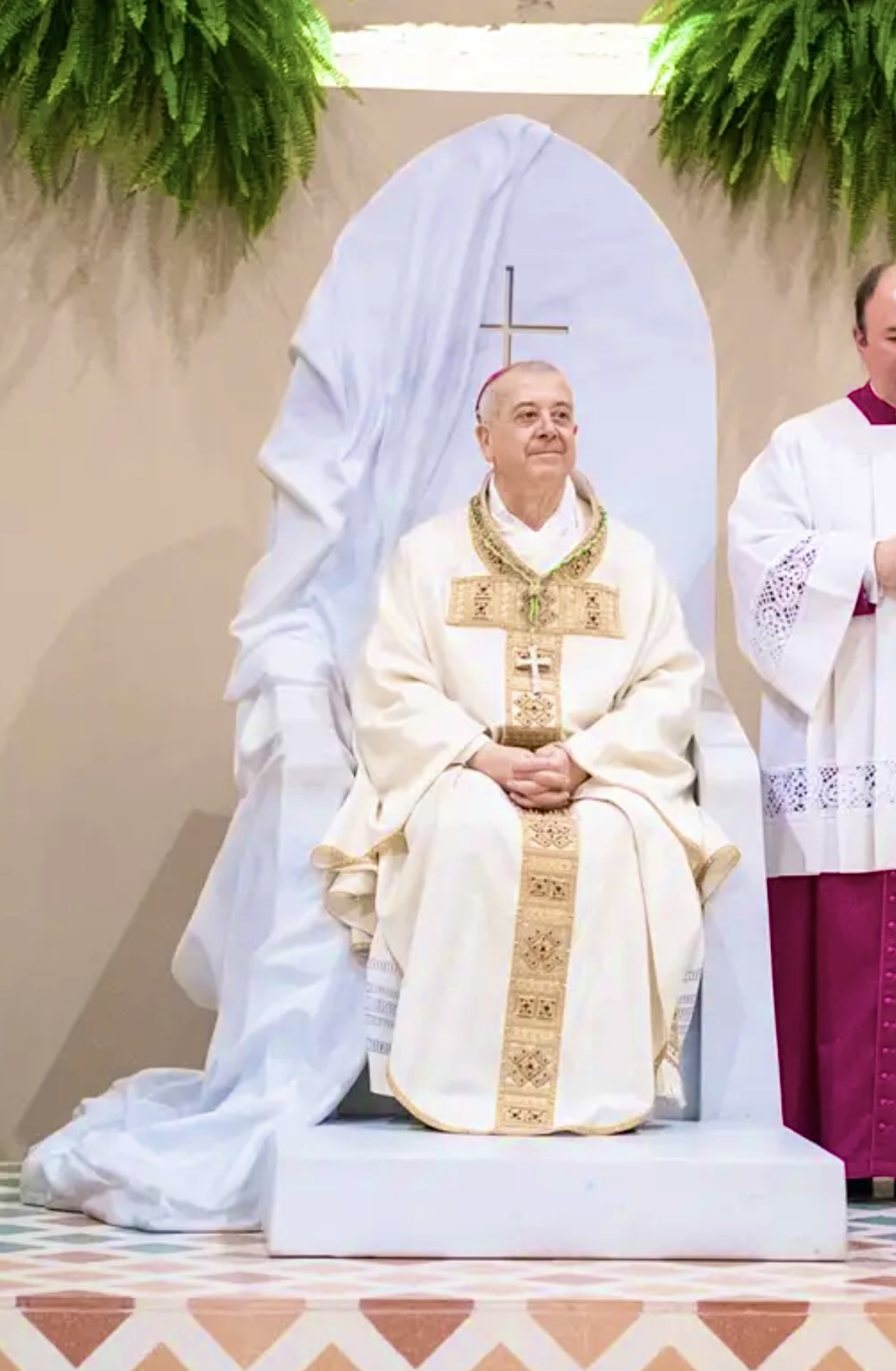
Mons. Checchinato durante la messa di insediamento nella cattedrale di Cosenza.

Il 13 gennaio 2017 papa Francesco lo nomina vescovo di San Severo; succede a Lucio Angelo Renna, dimessosi per raggiunti limiti di età.
Il successivo 23 aprile riceve l'ordinazione episcopale, nella chiesa parrocchiale del Sacro Cuore di Gesù a Latina, da Mariano Crociata, vescovo di Latina-Terracina-Sezze-Priverno, co-consacranti il vescovo Lucio Angelo Renna, suo predecessore a San Severo, e Felice Accrocca, arcivescovo metropolita di Benevento, anch'egli originario della diocesi di Latina-Terracina-Sezze-Priverno. Il 6 maggio prende possesso canonico della diocesi di San Severo, diventandone così il 41º vescovo.
Il 10 dicembre 2022 papa Francesco lo nomina arcivescovo metropolita di Cosenza-Bisignano; succede a Francescantonio Nolè, deceduto il 15 settembre precedente. Il 4 febbraio 2023 prende possesso canonico dell'arcidiocesi metropolitana di Cosenza-Bisignano.
Il 29 giugno 2023, solennità dei Santi Pietro e Paolo, riceve da papa Francesco, nella basilica di San Pietro in Vaticano, il pallio, che gli viene imposto dal nunzio apostolico Emil Paul Tscherrig il 19 settembre seguente.

## Opere
Nell'ottobre 2022 pubblica per Mondadori un'autobiografia del titolo: Omelia per gli invisibili. La storia di un vescovo dove cresce la quarta mafia.

## Genealogia episcopale
La genealogia episcopale è:
- Cardinale Scipione Rebiba
- Cardinale Giulio Antonio Santori
- Cardinale Girolamo Bernerio, O.P.
- Arcivescovo Galeazzo Sanvitale
- Cardinale Ludovico Ludovisi
- Cardinale Luigi Caetani
- Cardinale Ulderico Carpegna
- Cardinale Paluzzo Paluzzi Altieri degli Albertoni
- Papa Benedetto XIII
- Papa Benedetto XIV
- Papa Clemente XIII
- Cardinale Enrico Benedetto Stuart
- Papa Leone XII
- Cardinale Chiarissimo Falconieri Mellini
- Cardinale Camillo Di Pietro
- Cardinale Mieczysław Halka Ledóchowski
- Cardinale Jan Maurycy Paweł Puzyna de Kosielsko
- Arcivescovo Józef Bilczewski
- Arcivescovo Bolesław Twardowski
- Arcivescovo Eugeniusz Baziak
- Papa Giovanni Paolo II
- Cardinale Paolo Romeo
- Vescovo Mariano Crociata
- Arcivescovo Giovanni Checchinato